# Gróf Mikó Imre-díj
A Gróf Mikó Imre-díj az Erdélyi Magyar Közművelődési Egyesület 2002-ben alapított díja cégek, vállalkozások vezetői számára.

## A díj
A díjat olyan vállalkozók, cégek kaphatják, akik tevékenységük révén erőteljesen segítik, támogatják az erdélyi magyar civil szférát. A díj névadója Mikó Imre (1805–1876), művelődéspolitikus, irodalomtörténész, gazdaságpolitikus, az erdélyi magyar kulturális, oktatási és tudományos intézményi rendszer szervezője.

## Díjazottak[2]
- 2019: ifj. Mezei János, vállalkozó[3]
- 2018: Kocsis Sándor[4]
- 2017: Nagy Péter(wd)
- 2016: Papp Szentannai György
- 2015: Péter Pál (2015)
- 2014: Vita László
- 2013: Flóriska Attila
- 2012: Bartha Bálint
- 2011: Székely Tibor
- 2010: Ambrus Ádám
- 2009: Király István
- 2008: Irsay Miklós
- 2006: ifj. Pászkány Árpád(wd)
- 2005: László Attila
- 2004: Mezei János
- 2002: Koós Ferenc egyetemi tanár
- 2003: Székely Zsuzsa